# Genimen bannanum
Genimen bannanum is een rechtvleugelig insect uit de familie Dericorythidae. De wetenschappelijke naam van deze soort is voor het eerst geldig gepubliceerd in 2010 door Mao, Ren & Ou.